# Curling-Europameisterschaft 1995
Die Curling-Europameisterschaft 1995 der Männer und Frauen fand vom 9. bis 16. Dezember in Grindelwald in der Schweiz statt.

## Turnier der Männer

### Teilnehmer

#### Gruppe A
| Dänemark | Deutschland | England | Finnland |
| --- | --- | --- | --- |
| Skip: Tommy Stjerne Third: Per Berg Second: Peter Andersen Lead: Ivan Frederiksen Alternate: Anders Søderblom                      | Skip: Andreas Kapp Third: Ulrich Kapp Second: Oliver Axnick Lead: Holger Höhne Alternate: Michael Schäffer            | Skip: Alistair Burns Third: Alan MacDougall Second: Andrew Hemming Lead: Neil Hardie Alternate: Stephen Watt | Skip: Jori Aro Third: Marko Poikolainen Second: Riko Raunio Lead: Juhani Heinonen Alternate: Wille Mäkelä             |
| Italien | Niederlande | Norwegen | Österreich |
| Skip: Claudio Pescia Third: Gian Paolo Zandegiacomo Second: Valter Bombassei Lead: Davide Zandiegiacomo Alternate: Diego Bombassei | Skip: Wim Neeleman Third: Floris van Imhoff Second: Rob Vilain Lead: Erik A van der Zwan Alternate: Gustaf van Imhoff | Skip: Eigil Ramsfjell Third: Jan Thoresen Second: Tore Torvbråten Lead: Anthon Grimsmo Alternate: Sjur Loen  | Skip: Alois Kreidl Third: Stefan Salinger Second: Richard Obermoser Lead: Franz Huber Alternate: Dieter Küchenmeister |
| Schweden | Schweiz | Schottland                                                                                                   | Wales |
| Skip: Mats Wranå Third: Peter Larsson Second: Thomas Winge Lead: Rickard Holmlund Alternate: Anders Nyström                        | Skip: André Flotron Third: Jens Piesbergen Second: Peter Grendelmeier Lead: Guido Tischhauser Alternate: Martin Stoll | Skip: Hammy McMillan Third: Norman Brown Second: Mike Hay Lead: Roger McIntyre Alternate: Brian Binnie       | Skip: Adrian Meikle Third: Jamie Meikle Second: John Hunt Lead: Hugh Meikle Alternate: Chris Wells                    |

#### Gruppe B
| Belgien | Bulgarien                                                                                             | Frankreich | Luxemburg |
| --- | --- | --- | --- |
| Skip: Didier Plasschaert Third: Andrew Beveridge Second: Philippe Hauptmann Lead: Marc van den Bossche Alternate: Yannick Renggli | Skip: Bojidar Momerin Third: Kiril Kirilov Second: Ivaylo Petrov Lead: Ianari Eftimov                 | Skip: Jan Henri Ducroz Third: Spencer Mugnier Second: Daniel Cosetto Lead: Thomas Dufour Alternate: Lionel Tournier | Skip: Hanjörg Bless Third: Nico Schweich Second: Jesper Winding Lead: Bo Kleimann Alternate: Thomas Ruhstaller |
| Russland | Tschechien                                                                                            | Ungarn | |
| Skip: Igor Minin Third: Denis Antonik Second: Alexei Zeloussow Lead: Dmitrii Melnikov Alternate: Jury Shouliko                    | Skip: David Sik Third: Karel Hradec Second: Pavel Mensik Lead: Milan Polivka Alternate: Milan Polivka | Skip: Peter Fenyves Third: Tibor Timar Second: Attila Bana Lead: Ferenc Horvath Alternate: István Siági             | |

### Round Robin

#### Gruppe A 1
| Schlüssel | Schlüssel          |
| --------- | ------------------ |
|           | Viertelfinale      |
|           | Challenge Play-off |

| Draw | Begegnung               | Resultat | Begegnung                | Resultat | Begegnung                 | Resultat |
| ---- | ----------------------- | -------- | ------------------------ | -------- | ------------------------- | -------- |
| 1    | Schottland – Österreich | 8-5      | Norwegen – Finnland      | 7-6      | Deutschland – Niederlande | 9-5      |
| 2    | Deutschland – Finnland  | 7-5      | Schottland – Niederlande | 6-4      | Norwegen – Österreich     | 6-1      |
| 3    | Norwegen – Schottland   | 11-4     | Deutschland – Österreich | 13-1     | Finnland – Niederlande    | 8-2      |
| 4    | Österreich – Finnland   | 5-3      | Schottland – Deutschland | 5-3      | Norwegen – Niederlande    | 7-4      |
| 5    | Schottland – Finnland   | 8-2      | Österreich – Niederlande | 6-5      | Norwegen – Deutschland    | 9-4      |

| Platz | Team        | Spiele | Siege | Ndlg. |
| ----- | ----------- | ------ | ----- | ----- |
| 1.    | Norwegen    | 5      | 5     | 0     |
| 2.    | Schottland  | 5      | 4     | 1     |
| 3.    | Deutschland | 5      | 3     | 2     |
| 4.    | Österreich  | 5      | 2     | 3     |
| 5.    | Finnland    | 5      | 1     | 4     |
| 6.    | Niederlande | 5      | 0     | 5     |

#### Gruppe A 2
| Schlüssel | Schlüssel             |
| --------- | --------------------- |
|           | Viertelfinale         |
|           | Tie-Breaker um Rang 4 |

| Draw | Begegnung          | Resultat | Begegnung           | Resultat | Begegnung          | Resultat |
| ---- | ------------------ | -------- | ------------------- | -------- | ------------------ | -------- |
| 1    | Italien – Schweiz  | 9-3      | Schweden – Dänemark | 8-5      | England – Wales    | 11-2     |
| 2    | Dänemark – England | 6-4      | Schweiz – Wales     | 7-6      | Italien – Schweden | 9-6      |
| 3    | Schweiz – Schweden | 4-2      | England – Italien   | 7-3      | Dänemark – Wales   | 8-7      |
| 4    | Italien – Dänemark | 8-4      | Schweiz – England   | 6-0      | Schweden – Wales   | 7-4      |
| 5    | Schweiz – Dänemark | 7-6      | Italien -Wales      | 6-1      | England – Schweden | 5-4      |

| Platz | Team     | Spiele | Siege | Ndlg. |
| ----- | -------- | ------ | ----- | ----- |
| 1.    | Italien  | 5      | 4     | 1     |
| 2.    | Schweiz  | 5      | 4     | 1     |
| 3.    | England  | 5      | 3     | 2     |
| 4.    | Schweden | 5      | 2     | 3     |
| 5.    | Dänemark | 5      | 2     | 3     |
| 6.    | Wales    | 5      | 0     | 5     |

#### Tie Breaker
| Spiel     | Begegnung           | Resultat |
| --------- | ------------------- | -------- |
| Um Rang 4 | Schweden – Dänemark | 6-5      |

#### Gruppe B
| Schlüssel | Schlüssel          |
| --------- | ------------------ |
|           | Challenge Play-off |
|           | Tie Breaker        |

| Draw | Begegnung               | Resultat | Begegnung              | Resultat | Begegnung             | Resultat |
| ---- | ----------------------- | -------- | ---------------------- | -------- | --------------------- | -------- |
| 1    | Frankreich – Luxemburg  | 9-5      | Tschechien – Belgien   | 12-7     | Bulgarien – Ungarn    | 10-4     |
| 2    | Bulgarien – Belgien     | 8-3      | Frankreich – Ungarn    | 15-3     | Russland – Luxemburg  | 6-4      |
| 3    | Bulgarien – Tschechien  | 9-6      | Russland – Ungarn      | 9-7      | Belgien – Frankreich  | 7-6      |
| 4    | Frankreich – Tschechien | 10-2     | Belgien – Russland     | 5-4      | Luxemburg – Ungarn    | 10-5     |
| 5    | Belgien – Luxemburg     | 10-3     | Frankreich – Bulgarien | 12-1     | Russland – Tschechien | 11-3     |
| 6    | Belgien – Ungarn        | 13-2     | Luxemburg – Tschechien | 8-3      | Bulgarien – Russland  | 5-4      |
| 7    | Luxemburg – Bulgarien   | 2-1      | Frankreich – Russland  | 10-2     | Tschechien – Ungarn   | 10-3     |

| Platz | Team       | Spiele | Siege | Ndlg. |
| ----- | ---------- | ------ | ----- | ----- |
| 1.    | Frankreich | 6      | 5     | 1     |
| 2.    | Bulgarien  | 6      | 5     | 1     |
| 3.    | Belgien    | 6      | 5     | 1     |
| 4.    | Russland   | 6      | 2     | 4     |
| 5.    | Luxemburg  | 6      | 2     | 4     |
| 6.    | Tschechien | 6      | 2     | 4     |
| 7.    | Ungarn     | 6      | 0     | 6     |

#### Tie Breaker
| Spiel     | Begegnung           | Resultat |
| --------- | ------------------- | -------- |
| Um Rang 2 | Bulgarien – Belgien | 6-5      |

#### Challenge Play-off
Die Sieger stehen im Viertelfinale, die Verlierer spielen um Rang 11.
| Spiel | Begegnung               | Resultat |
| ----- | ----------------------- | -------- |
|       | Schweden – Bulgarien    | 5-2      |
|       | Frankreich – Österreich | 10-1     |

### Play-off

#### Um Rang 1–4
|  | Viertelfinale | Viertelfinale | Viertelfinale |  |  | Halbfinale | Halbfinale | Halbfinale |  |  | Finale           | Finale           | Finale           |
|  |               |               |               |  |  |            |            |            |  |  |                  |                  |                  |
|  |               | Italien       | 6             |  |  |            |            |            |  |  |                  |                  |                  |
|  |               | Frankreich    | 4             |  |  |            |            |            |  |  |                  |                  |                  |
|  |               |               |               |  |  |            | Schottland | 5          |  |  |                  |                  |                  |
|  |               |               |               |  |  |            | Italien    | 1          |  |  |                  |                  |                  |
|  |               | Schottland    | 5             |  |  |            |            |            |  |  |                  |                  |                  |
|  |               | England       | 4             |  |  |            |            |            |  |  |                  |                  |                  |
|  |               |               |               |  |  |            |            |            |  |  |                  | Schottland       | 4                |
|  |               |               |               |  |  |            |            |            |  |  |                  | Schweiz          | 2                |
|  |               | Norwegen      | 5             |  |  |            |            |            |  |  |                  |                  |                  |
|  |               | Schweden      | 4             |  |  |            |            |            |  |  |                  |                  |                  |
|  |               |               |               |  |  |            | Schweiz    | 7          |  |  |                  |                  |                  |
|  |               |               |               |  |  |            | Norwegen   | 4          |  |  | Spiel um Platz 3 | Spiel um Platz 3 | Spiel um Platz 3 |
|  |               | Schweiz       | 7             |  |  |            |            |            |  |  |                  | Norwegen         | 9                |
|  |               | Deutschland   | 5             |  |  |            |            |            |  |  |                  | Italien          | 1                |

#### Um Rang 5–8
|  | Halbfinale | Halbfinale  | Halbfinale |  |             | Spiel um Rang 5 | Spiel um Rang 5 | Spiel um Rang 5 |
|  |            |             |            |  |             |                 |                 |                 |
|  |            |             |            |  |             |                 |                 |                 |
|  |            | Deutschland | 6          |  |             |                 |                 |                 |
|  |            | Schweden    | 5          |  |             |                 |                 |                 |
|  |            |             |            |  | Deutschland | 7               |                 |                 |
|  |            |             |            |  |             | England         | 6               |                 |
|  |            | England     | 7          |  |             |                 |                 |                 |
|  |            | Frankreich  | 2          |  |             | Spiel um Rang 7 | Spiel um Rang 7 | Spiel um Rang 7 |
|  |            |             |            |  |             | 3               | Schweden        | 6               |
|  | 4          | Frankreich  | 5          |  |             |                 |                 |                 |
|  |            |             |            |  |             |                 |                 |                 |

#### Platzierungsspiele
| Spiel      | Begegnung             | Resultat |
| ---------- | --------------------- | -------- |
| Um Rang 9  | Dänemark – Österreich | 9-3      |
| Um Rang 11 | Bulgarien – Finnland  | 8-7      |

### Endstand
Die ersten 12 spielen 1995 in der Gruppe A
| Platz | Land        |
| ----- | ----------- |
| 1     | Schottland  |
| 2     | Schweiz     |
| 3     | Norwegen    |
| 4     | Italien     |
| 5     | Deutschland |
| 6     | England     |
| 7     | Schweden    |
| 8     | Frankreich  |
| 9     | Dänemark    |
| 10    | Österreich  |
| 11    | Bulgarien   |
| 12    | Finnland    |
| 13    | Niederlande |
| 13    | Wales       |
| 15    | Belgien     |
| 16    | Russland    |
| 17    | Luxemburg   |
| 18    | Tschechien  |
| 19    | Ungarn      |

## Turnier der Frauen

### Teilnehmer

#### Gruppe A
| Dänemark | Deutschland | England | Finnland |
| --- | --- | --- | --- |
| Skip: Dorthe Holm Third: Margit Pörtner Second: Helene Jensen Lead: Lisa Richardson Alternate: Helena Blach Lavrsen           | Skip: Andrea Schöpp Third: Monika Wagner Second: Natalie Nessler Lead: Carina Meideler Alternate: Heike Schwallert     | Skip: Janice Manson Third: Sarah McVey Second: Pamela Wright Lead: Jane Johnston Alternate: Aileen Gemmell | Skip: Jaana Jokela Third: Anne Malmin Second: Nina Pöllänen Lead: Laura Tsutsunen                                   |
| Frankreich | Luxemburg | Norwegen                                                                                                   | Österreich |
| Skip: Annick Mercier Third: Catherine Lefebvre Second: Mireille Mercier Lead: Fabienne Morand Alternate: Nadia Bénier         | Skip: Karen Wauters Third: Maggy Schweich Second: Karen MacDougall Lead: Rachel Findlay                                | Skip: Dordi Nordby Third: Marianne Haslum Second: Marianne Aspelin Lead: Kristin Tøsse Løvseth             | Skip: Edeltraud Koudelka Third: Margit Holzer Second: Elke Koudelka Lead: Barbara Legerer                           |
| Schweden | Schweiz | Schottland                                                                                                 | Tschechien |
| Skip: Elisabet Gustafson Third: Katarina Nyberg Second: Louise Marmont Lead: Elisabeth Persson Alternate: Elisabeth Norredahl | Skip: Cristina Lestander Third: Claudia Bärtschi Second: Andrea Stöckli Lead: Katrin Peterhans Alternate: Jutta Tanner | Skip: Kirsty Addison Third: Edith Loudon Second: Karen Addison Lead: Katie Loudon Alternate: Claire Milne  | Skip: Renée Lepiskova Third: Renata Kubinova Second: Dagmar Sediva Lead: Jitka Papezova Alternate: Veronika Pavolna |

#### Gruppe B
| Bulgarien                                                                                   | Italien                                                                                           | Niederlande | Russland |
| ------------------------------------------------------------------------------------------- | ------------------------------------------------------------------------------------------------- | --- | --- |
| Skip: Marina Karagiozova Third: Rumiana Atanasova Second: Petja Gawasowa Lead: Anna Tzaneva | Skip: Daniela Zandegiacomo Third: Giulia Lacedelli Second: Violetta Caldart Lead: Serena Nicolodi | Skip: Mirjam Boymans-Gast Third: Jacobyn Korthals Alks Second: Makira Mual Lead: Margrietha Voskuilen Alternate: Marie José Tiemstra | Skip: Tatiana Smirnova Third: Irina Kolesnikova Second: Ekaterina Lissitskaia Lead: Natalie Loukashenkova Alternate: Jana Svobodá |

### Round Robin

#### Gruppe A 1
| Schlüssel | Schlüssel          |
| --------- | ------------------ |
|           | Viertelfinale      |
|           | Challenge Play-off |

| Draw | Begegnung             | Resultat | Begegnung              | Resultat | Begegnung               | Resultat |
| ---- | --------------------- | -------- | ---------------------- | -------- | ----------------------- | -------- |
| 1    | Dänemark – Luxemburg  | 14-3     | Schweiz – Österreich   | 13-5     | Schweden – Tschechien   | 12-6     |
| 2    | Schweden – Österreich | 14-4     | Dänemark – Tschechien  | 10-5     | Schweiz – Luxemburg     | 12-4     |
| 3    | Schweiz – Dänemark    | 6-5      | Schweden – Luxemburg   | 12-1     | Österreich – Tschechien | 11-1     |
| 4    | Schweiz – Tschechien  | 11-1     | Schweden – Dänemark    | 7-5      | Österreich – Luxemburg  | 6-4      |
| 5    | Schweden – Schweiz    | 12-4     | Tschechien – Luxemburg | 12-3     | Österreich – Dänemark   | 7-5      |

| Platz | Team       | Spiele | Siege | Ndlg. |
| ----- | ---------- | ------ | ----- | ----- |
| 1.    | Schweden   | 5      | 5     | 0     |
| 2.    | Schweiz    | 5      | 4     | 1     |
| 3.    | Österreich | 5      | 3     | 2     |
| 4.    | Dänemark   | 5      | 2     | 3     |
| 5.    | Tschechien | 5      | 1     | 4     |
| 6.    | Luxemburg  | 5      | 0     | 5     |

#### Gruppe A2
| Schlüssel | Schlüssel          |
| --------- | ------------------ |
|           | Viertelfinale      |
|           | Challenge Play-off |

| Draw | Begegnung              | Resultat | Begegnung                | Resultat | Begegnung               | Resultat |
| ---- | ---------------------- | -------- | ------------------------ | -------- | ----------------------- | -------- |
| 1    | Deutschland – England  | 11-3     | Norwegen – Finnland      | 8-6      | Schottland – Frankreich | 12-5     |
| 2    | Schottland – Finnland  | 6-5      | Deutschland – Frankreich | 12-3     | Norwegen – England      | 12-3     |
| 3    | Deutschland – Norwegen | 9-3      | Schottland – England     | 9-3      | Finnland – Frankreich   | 9-5      |
| 4    | Norwegen – Frankreich  | 12-2     | Schottland – Deutschland | 10-6     | Finnland – England      | 12-2     |
| 5    | Deutschland – Finnland | 10-3     | England -Frankreich      | 9-7      | Schottland – Norwegen   | 8-7      |

|
| Platz | Team        | Spiele | Siege | Ndlg. |
| ----- | ----------- | ------ | ----- | ----- |
| 1.    | Schottland  | 5      | 5     | 0     |
| 2.    | Deutschland | 5      | 4     | 1     |
| 3.    | Norwegen    | 5      | 3     | 2     |
| 4.    | Finnland    | 5      | 2     | 3     |
| 5.    | England     | 5      | 1     | 4     |
| 6.    | Frankreich  | 5      | 0     | 5     |

#### Gruppe B
| Schlüssel | Schlüssel          |
| --------- | ------------------ |
|           | Challenge Play-off |

| Draw | Begegnung              | Resultat | Begegnung               | Resultat |
| ---- | ---------------------- | -------- | ----------------------- | -------- |
| 1    | Italien – Niederlande  | 8-4      | Russland -Bulgarien     | 11-4     |
| 2    | Italien – Russland     | 9-6      | Bulgarien – Niederlande | 9-7      |
| 3    | Russland – Niederlande | 13-5     | Bulgarien – Italien     | 7-6      |
| 4    | Italien – Niederlande  | 9-5      | Russland -Bulgarien     | 9-5      |
| 5    | Russland – Italien     | 7-6      | Bulgarien – Niederlande | 12-1     |
| 6    | Niederlande – Russland | 10-9     | Italien – Bulgarien     | 12-1     |

| Platz | Team        | Spiele | Siege | Ndlg. |
| ----- | ----------- | ------ | ----- | ----- |
| 1.    | Italien     | 6      | 4     | 2     |
| 2.    | Russland    | 6      | 4     | 2     |
| 3.    | Bulgarien   | 6      | 3     | 3     |
| 4.    | Niederlande | 6      | 1     | 5     |

#### Challenge Play-off
Die Sieger stehen im Viertelfinale, die Verlierer spielen um Rang 11.
| Spiel | Begegnung           | Resultat |
| ----- | ------------------- | -------- |
|       | Dänemark – Italien  | 10-2     |
|       | Finnland – Russland | 10-1     |

### Play-off

#### Um Rang 1–4
|  | Viertelfinale | Viertelfinale | Viertelfinale |  |  | Halbfinale | Halbfinale  | Halbfinale |  |  | Finale           | Finale           | Finale           |
|  |               |               |               |  |  |            |             |            |  |  |                  |                  |                  |
|  |               | Schweden      | 13            |  |  |            |             |            |  |  |                  |                  |                  |
|  |               | Finnland      | 2             |  |  |            |             |            |  |  |                  |                  |                  |
|  |               |               |               |  |  |            | Deutschland | 10         |  |  |                  |                  |                  |
|  |               |               |               |  |  |            | Schweden    | 3          |  |  |                  |                  |                  |
|  |               | Deutschland   | 10            |  |  |            |             |            |  |  |                  |                  |                  |
|  |               | Österreich    | 3             |  |  |            |             |            |  |  |                  |                  |                  |
|  |               |               |               |  |  |            |             |            |  |  |                  | Deutschland      | 8                |
|  |               |               |               |  |  |            |             |            |  |  |                  | Schottland       | 3                |
|  |               | Schottland    | 8             |  |  |            |             |            |  |  |                  |                  |                  |
|  |               | Dänemark      | 4             |  |  |            |             |            |  |  |                  |                  |                  |
|  |               |               |               |  |  |            | Schottland  | 6          |  |  |                  |                  |                  |
|  |               |               |               |  |  |            | Norwegen    | 4          |  |  | Spiel um Platz 3 | Spiel um Platz 3 | Spiel um Platz 3 |
|  |               | Norwegen      | 7             |  |  |            |             |            |  |  |                  | Schweden         | 7                |
|  |               | Schweiz       | 6             |  |  |            |             |            |  |  |                  | Norwegen         | 5                |

#### Um Rang 5–8
|  | Halbfinale | Halbfinale | Halbfinale |  |          | Spiel um Rang 5 | Spiel um Rang 5 | Spiel um Rang 5 |
|  |            |            |            |  |          |                 |                 |                 |
|  |            |            |            |  |          |                 |                 |                 |
|  |            | Dänemark   | 2          |  |          |                 |                 |                 |
|  |            | Schweiz    | 1          |  |          |                 |                 |                 |
|  |            |            |            |  | Dänemark | 10              |                 |                 |
|  |            |            |            |  |          | Finnland        | 4               |                 |
|  |            | Finnland   | 2          |  |          |                 |                 |                 |
|  |            | Österreich | 1          |  |          | Spiel um Rang 7 | Spiel um Rang 7 | Spiel um Rang 7 |
|  |            |            |            |  |          | 3               | Schweiz         | 8               |
|  | 4          | Österreich | 4          |  |          |                 |                 |                 |
|  |            |            |            |  |          |                 |                 |                 |

#### Platzierungsspiele
| Spiel      | Begegnung            | Resultat |
| ---------- | -------------------- | -------- |
| Um Rang 9  | England – Tschechien | 9-6      |
| Um Rang 11 | Russland – Italien   | 12-6     |

### Endstand
Die ersten 12 spielen 1995 in der Gruppe A
| Platz | Land        |
| ----- | ----------- |
| 1     | Deutschland |
| 2     | Schottland  |
| 3     | Schweden    |
| 4     | Norwegen    |
| 5     | Dänemark    |
| 6     | Finnland    |
| 7     | Schweiz     |
| 8     | Österreich  |
| 9     | England     |
| 10    | Tschechien  |
| 11    | Russland    |
| 12    | Italien     |
| 13    | Frankreich  |
| 13    | Luxemburg   |
| 15    | Bulgarien   |
| 16    | Niederlande |